# Émeutes Canboulay
Les émeutes Canboulay sont une série de troubles survenus dans la colonie britannique de Trinidad en 1881 et 1884,, en réponse aux efforts déployés par la police coloniale britannique pour restreindre certains aspects du festival annuel de carnaval sur l'île. À Port-d'Espagne, San Fernando et Princes Town, des Trinidadiens en colère ont déclenché des émeutes en réponse aux actions de la police. La violence des émeutes de Canboulay a fait de nombreux blessés et de nombreux morts,. À la suite de ces émeutes, le gouvernement a imposé de nouvelles restrictions aux fêtes traditionnelles . De nouveaux instruments et styles musicaux ont été créés en réaction à ces interdictions, ce qui a influencé le développement du calypso et, plus tard, de la soca. En outre, fonlinela tradition pré-carnavalesque du J'Ouvert trouve son origine dans Canboulay et les émeutes de Canboulay.
Ces émeutes ont lieu en février 1881 à Port-d'Espagne, capitale de la Trinité, et dans les villes du sud de San Fernando et de Princes Town (en) en février 1884, causant des pertes en vies humaines.
Elles sont toujours commémorées aujourd'hui dans une partie importante de la musique de Trinité-et-Tobago, notamment par l'utilisation de steel drums qui sont les descendants d'instruments à percussion interdits dans les années 1880.